# Tizac-de-Lapouyade
Pour les articles homonymes, voir Tizac.
Tizac-de-Lapouyade est une commune du Sud-Ouest de la France, située dans le département de la Gironde (région Nouvelle-Aquitaine).
Les habitants de la commune sont les Tizacais et Tizacaises.

## Géographie

### Localisation

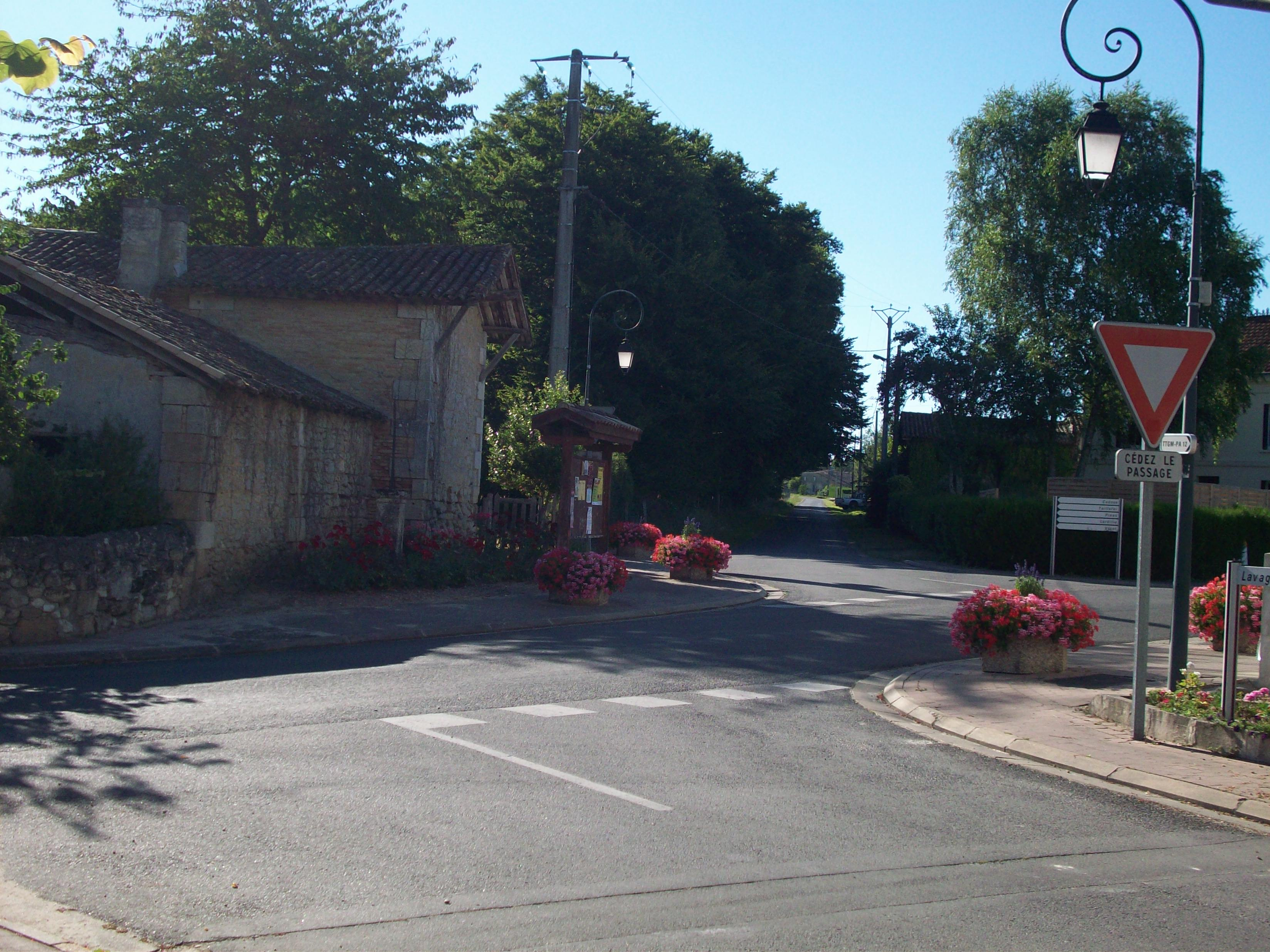
Village fleuri

Tizac-de-Lapouyade est une petite commune de 940 hectares appartenant à l'aire d'attraction de Bordeaux située à l'Ouest du canton de Guîtres, à environ 40 kilomètres au nord-est de Bordeaux et 20 km au nord de Libourne. Le territoire de la commune est constitué de champs d'élevage, de vignes, de bois et de nombreux petits hameaux où la population y est dispersée.
La commune est également bordée à l'ouest par la Saye, au nord-est par le Graviange et le Godicheau serpente le sud de la commune d'est en ouest en passant par le bas du village en se jetant dans la Saye au Moulin de Charlot, marquant la limite communale avec Marcenais. Elle est encerclée autour de six communes : Laruscade et Marcenais à l'ouest, Périssac et Saint-Ciers-d'Abzac au sud, Lapouyade au nord et au nord-est et Maransin au sud-est.
Le village se développe le long de la départementale 133.  E11e et s'étend sur cette route sur près de 1 km. Ce développement est limité au sud par la voie ferrée ce qui a pour conséquence un développement plus important au nord du village. La population de la commune est dispersée sur toute la commune; on pouvait dire de manière homogène il y a quelques années car cela a tendance à devenir inégal. Les nouvelles maisons construites ou en construction se sont en effet implantées pour la majorité aux alentours du bourg ce qui a tendance à développer davantage le village et former un véritable bourg; d'autres maisons neuves se construisent également dans les lieux-dits proches ou touchant le bourg. Ainsi le village n'est pas formé seul que du bourg mais également des importants lieux-dits aux alentours tels le Godicheau, Vigneau ou encore Mailloquet ou Lapourcaud.
Depuis le début de l'année 2012, la commune a rejoint la communauté d'agglomération du Libournais, créée par la réunion des communautés de communes de Guîtres, Coutras et du Nord Libournais.

### Communes limitrophes
Les communes limitrophes sont Lapouyade, Laruscade, Maransin, Marcenais, Périssac et Saint-Ciers-d'Abzac.
| Laruscade | Lapouyade          | Lapouyade           |
| Laruscade | Tizac-de-Lapouyade | Maransin            |
| Marcenais | Périssac           | Saint-Ciers-d'Abzac |

### Climat
Pour des articles plus généraux, voir Climat de la Nouvelle-Aquitaine et Climat de la Gironde.
Historiquement, la commune est exposée à un climat océanique aquitain.  
En 2020, Météo-France publie une typologie des climats de la France métropolitaine dans laquelle la commune est exposée à un climat océanique et est dans la région climatique  Aquitaine, Gascogne, caractérisée par une pluviométrie abondante au printemps, modérée en automne, un faible ensoleillement au printemps, un été chaud (19,5 °C), des vents faibles, des brouillards fréquents en automne et en hiver et des orages fréquents en été (15 à 20 jours).
Pour la période 1971-2000, la température annuelle moyenne est de 12,7 °C, avec une amplitude thermique annuelle de 14,7 °C. Le cumul annuel moyen de précipitations est de 880 mm, avec 11,6 jours de précipitations en janvier et 6,8 jours en juillet. Pour la période 1991-2020, la température moyenne annuelle observée sur la station météorologique la plus proche, située sur la commune de Saint-Savin à 13,4 km à vol d'oiseau, est de 13,9 °C et le cumul annuel moyen de précipitations est de 835,2 mm,. Pour l'avenir, les paramètres climatiques de la commune estimés pour 2050 selon différents scénarios d’émission de gaz à effet de serre sont consultables sur un site dédié publié par Météo-France en novembre 2022.

## Urbanisme

### Typologie
Au 1er janvier 2024, Tizac-de-Lapouyade est catégorisée commune rurale à habitat dispersé, selon la nouvelle grille communale de densité à sept niveaux définie par l'Insee en 2022.
Elle est située hors unité urbaine. Par ailleurs la commune fait partie de l'aire d'attraction de Bordeaux, dont elle est une commune de la couronne,. Cette aire, qui regroupe 275 communes, est catégorisée dans les aires de 700 000 habitants ou plus (hors Paris),.

### Occupation des sols

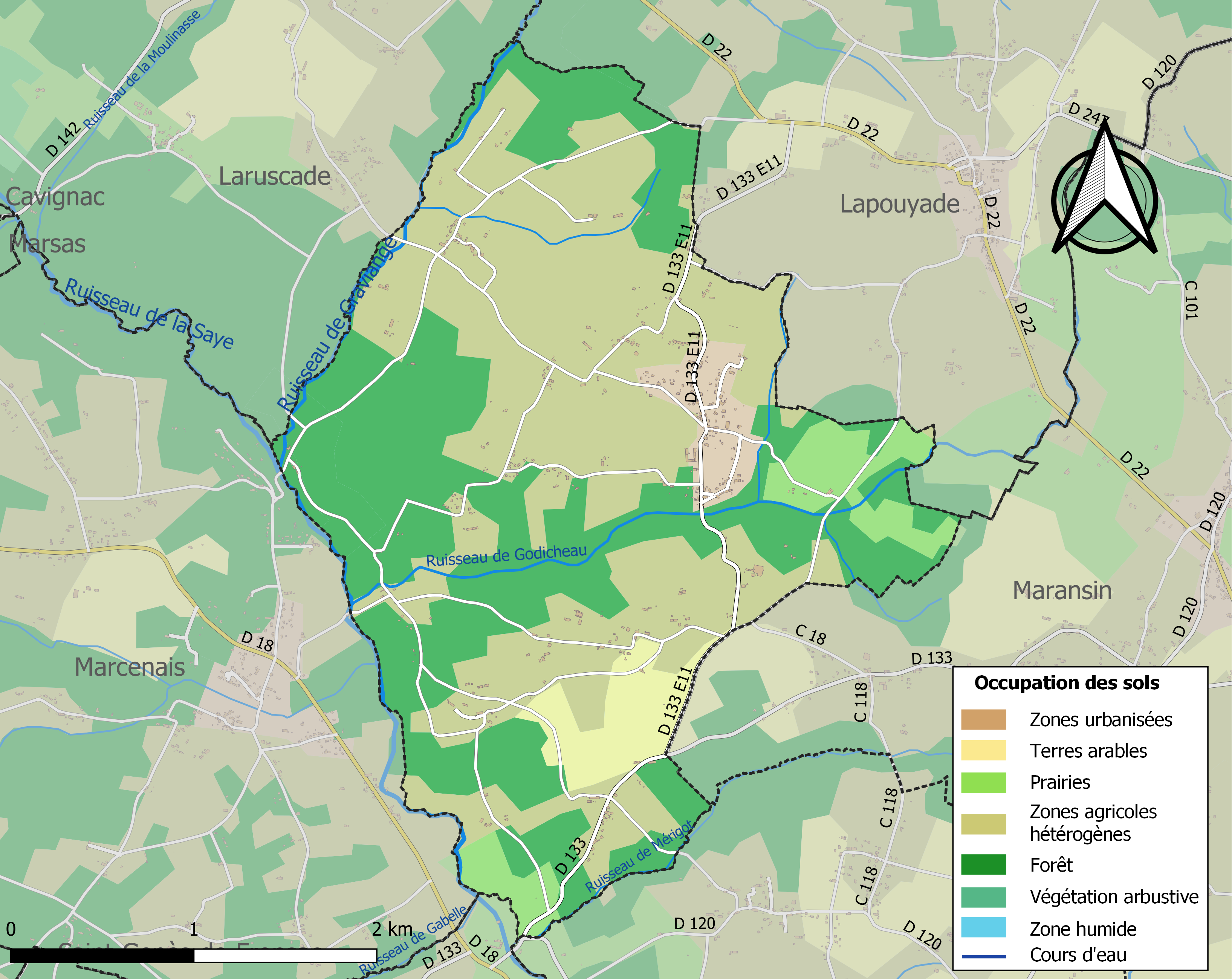
Carte des infrastructures et de l'occupation des sols de la commune en 2018 (CLC).

L'occupation des sols de la commune, telle qu'elle ressort de la base de données européenne d’occupation biophysique des sols Corine Land Cover (CLC), est marquée par l'importance des territoires agricoles (57,9 % en 2018), en diminution par rapport à 1990 (61,1 %). La répartition détaillée en 2018 est la suivante : 
zones agricoles hétérogènes (48,2 %), forêts (38,6 %), prairies (5,4 %), cultures permanentes (4,3 %), zones urbanisées (3,5 %). L'évolution de l’occupation des sols de la commune et de ses infrastructures peut être observée sur les différentes représentations cartographiques du territoire : la carte de Cassini (XVIIIe siècle), la carte d'état-major (1820-1866) et les cartes ou photos aériennes de l'IGN pour la période actuelle (1950 à aujourd'hui).

### Voies de communication et transports
- Depuis Bordeaux, autoroute A10 dans le sens Paris, sortie N10 direction Angoulême; suivre N10 sortir à Marsas, traverser ce village et prendre la D18 en direction de Libourne jusqu'à Bafave, tourner et prendre la D133 pendant 2 km et prendre la D133E11 pendant 2 km pour arriver dans le village.
- Depuis Poitiers, Angoulême ou Limoges,prendre N10 et sortir à Cavignac et prendre la direction Laruscade en prenant la D22; faites 3 km traverser Laruscade; continuer sur la D22 pendant environ 3 km puis prendre la D133E11 et faites 2 km pour arriver au village.
- Par le train : Gare de Cavignac à 10 km et Gare de Saint-Mariens - Saint-Yzan à 12 km (ligne Bordeaux-Nantes) ; Gare de Coutras à 18 km et Gare de Libourne à 22 km (Ligne Bordeaux-Paris)
- Par le bus : la ligne de bus à la demande B du réseau Calibus permet de rejoindre la ligne 4 et 8 du réseau principal à Saint Denis de Pile.

La commune est desservie par la ligne B du réseau Calibus, réseau de bus de la Communauté d'agglomération du Libournais. Cette ligne de bus fait partie du réseau de bus à la demande et permet de rejoindre le réseau de bus principal à Saint-Denis-de-Pile

### Risques majeurs
Le territoire de la commune de Tizac-de-Lapouyade est vulnérable à différents aléas naturels : météorologiques (tempête, orage, neige, grand froid, canicule ou sécheresse), feux de forêts, mouvements de terrains et séisme (sismicité faible). Un site publié par le BRGM permet d'évaluer simplement et rapidement les risques d'un bien localisé soit par son adresse soit par le numéro de sa parcelle.
Tizac-de-Lapouyade est exposée au risque de feu de forêt. Depuis le 20 avril 2016, les départements de la Gironde, des Landes et de Lot-et-Garonne disposent d’un règlement interdépartemental de protection de la forêt contre les incendies. Ce règlement vise à mieux prévenir les incendies de forêt, à faciliter les interventions des services et à limiter les conséquences, que ce soit par le débroussaillement, la limitation de l’apport du feu ou la réglementation des activités en forêt. Il définit en particulier cinq niveaux de vigilance croissants auxquels sont associés différentes mesures,.
Les mouvements de terrains susceptibles de se produire sur la commune sont des tassements différentiels.

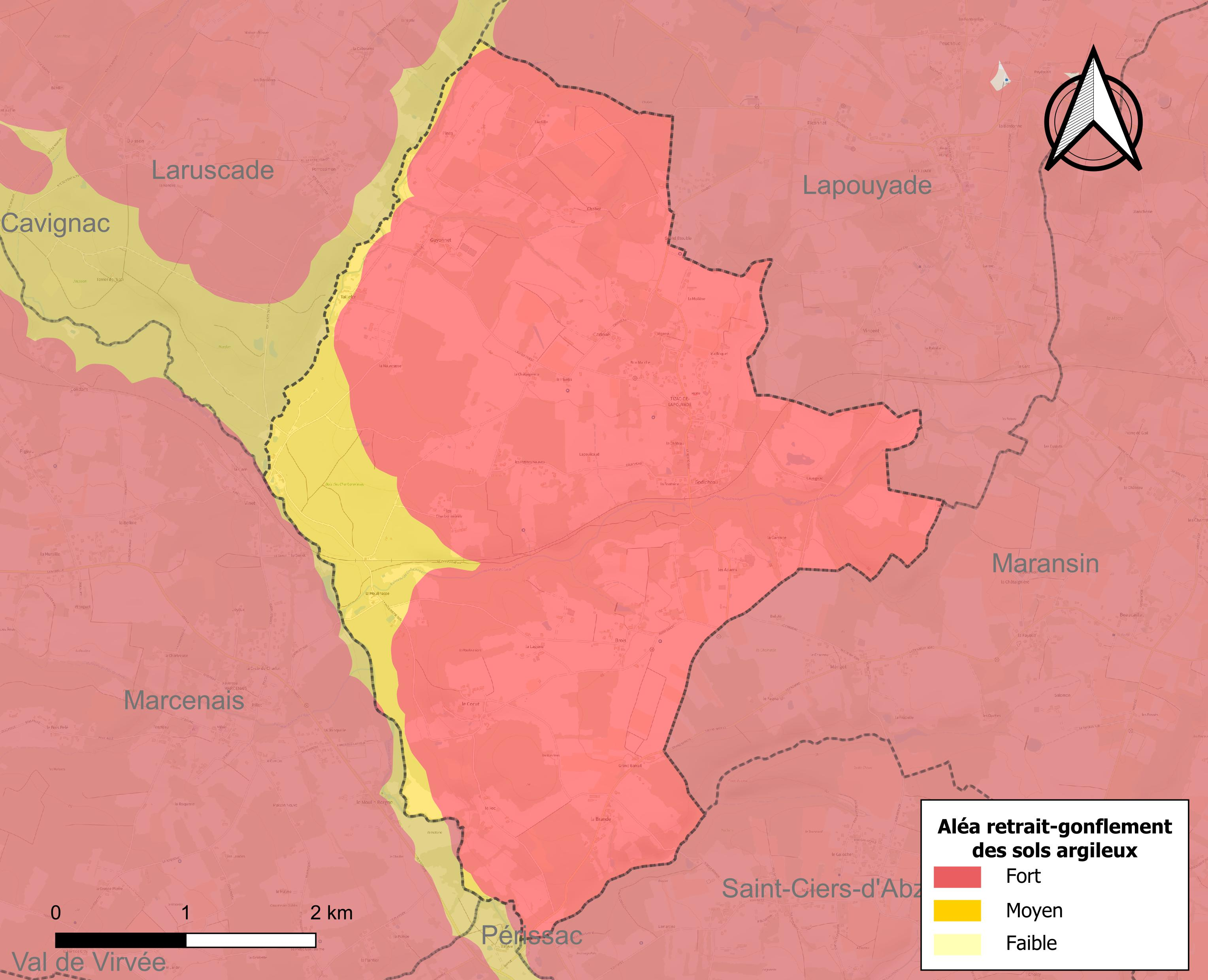
Carte des zones d'aléa retrait-gonflement des sols argileux de Tizac-de-Lapouyade.

Le retrait-gonflement des sols argileux est susceptible d'engendrer des dommages importants aux bâtiments en cas d’alternance de périodes de sécheresse et de pluie. La totalité de la commune est en aléa moyen ou fort (67,4 % au niveau départemental et 48,5 % au niveau national). Sur les 228 bâtiments dénombrés sur la commune en 2019,  228 sont en aléa moyen ou fort, soit 100 %, à comparer aux 84 % au niveau départemental et 54 % au niveau national. Une cartographie de l'exposition du territoire national au retrait gonflement des sols argileux est disponible sur le site du BRGM,.
La commune a été reconnue en état de catastrophe naturelle au titre des dommages causés par les inondations et coulées de boue survenues en 1982, 1999 et 2009, par la sécheresse en 1989, 2003, 2009 et 2011 et par des mouvements de terrain en 1999.

## Histoire
Les premières traces archéologiques d'occupation à Tizac-de-Lapouyade datent de la fin de la période gallo-romaine. L'étymologie du nom de Tizac vient d'une déformation du latin Titiacum qui désignait le domaine (agricole) d'un certain Titius, riche Romain venu s'installer dans la région. Le domaine agricole (appelé fundus en latin) de Titius était semble-t-il relativement vaste et devait s'organiser autour de la villa du maitre. Les ouvriers qui exploitaient le domaine devaient vivre à proximité ce qui laisse penser que le potentiel archéologique de la commune pourrait être important. À ce jour seuls quelques vestiges de substruction sont connus.
Nous ne disposons que de très rares renseignements sur le début du Moyen Âge. Peut-être faut-il attribuer à cette période les tertres (appelés tantôt tumulus ou mottes castrales) dont l'exemple le plus fameux et toujours visible, se situe face à la petite gare de Tizac. Ce tertre référencé sous le nom de Motte Lambreville, reste une curiosité et fut surnommé par les habitants « la colline du veau d'or ». Un second tertre aujourd'hui totalement arasé se trouvait non loin au lieu-dit Lavagnac. D'autres exemples du même type sont connus sur la commune de Lagorce.
À partir du XVe siècle la documentation devient beaucoup plus abondante et on notera la construction du château de Taillefer, de la commanderie de Lataste et de l'église Saint-Pierre qui renfermerait la tombe de ce M. Lataste.
En 1875 Léo Drouyn publie Tizac-de-Galgon : Épisodes du temps de La Fronde dans une paroisse du bordelais qui décrit la misère des paysans de Tizac-de Galgon.

## Héraldique
| Blason de Tizac-de-Lapouyade | Blason  | Coupé: au 1er d'azur à deux grappes de raisins accolées de sable et d'or, feuillées de deux pièces de sinople et surmontées de l'inscription « TIZAC de L » en lettres de sable et posée en arc de cercle, au 2e d'argent au pin au naturel. |
| Blason de Tizac-de-Lapouyade | Détails | Le statut officiel du blason reste à déterminer. |

## Politique et administration

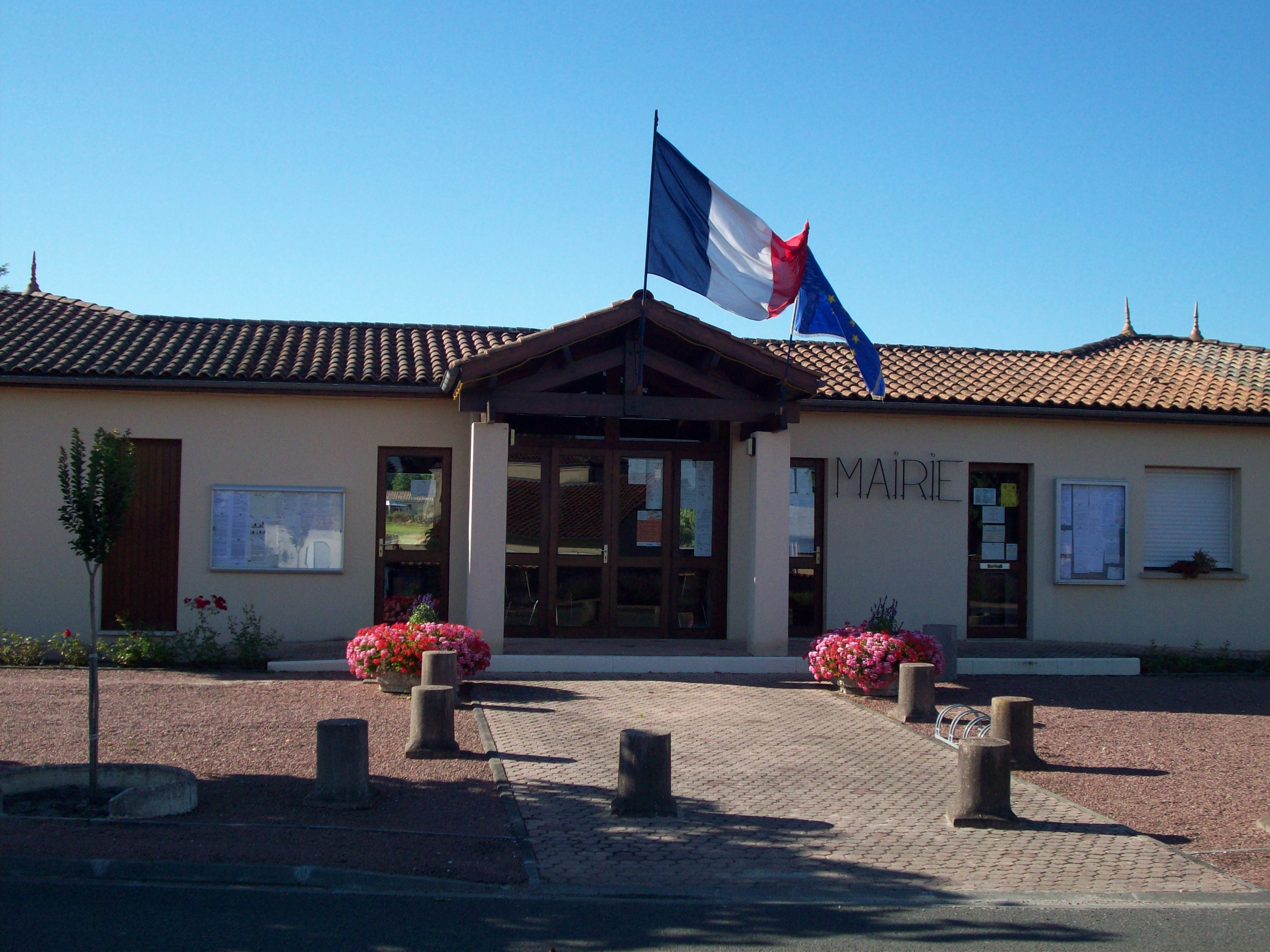
La mairie

| Période                                  | Période          | Identité             | Étiquette | Qualité  |
| ---------------------------------------- | ---------------- | -------------------- | --------- | -------- |
| 1959                                     | 1971             | Marc Chatin          |           | Maire    |
| 1971                                     | 2001             | Jean-Marie Richon    |           | Maire    |
| mars 2001                                | 2014             | Marcel De Zaldua     | PS        | Retraité |
| 2014                                     | 2025 (démission) | Pierre-Jean Martinet | SE        | Retraité |
| 2025                                     | En cours         | Frédéric Ferchaud    | SE        | Cadre    |
| Les données manquantes sont à compléter. |                  |                      |           |          |

## Démographie
| 1793 | 1800 | 1806 | 1821 | 1831 | 1836 | 1841 | 1846 | 1851 |
| ---- | ---- | ---- | ---- | ---- | ---- | ---- | ---- | ---- |
| 436  | 426  | 384  | 474  | 521  | 454  | 451  | 477  | 475  |

| 1856 | 1861 | 1866 | 1872 | 1876 | 1881 | 1886 | 1891 | 1896 |
| ---- | ---- | ---- | ---- | ---- | ---- | ---- | ---- | ---- |
| 483  | 437  | 396  | 435  | 469  | 450  | 473  | 470  | 478  |

| 1901 | 1906 | 1911 | 1921 | 1926 | 1931 | 1936 | 1946 | 1954 |
| ---- | ---- | ---- | ---- | ---- | ---- | ---- | ---- | ---- |
| 446  | 418  | 440  | 402  | 419  | 439  | 397  | 379  | 377  |

| 1962 | 1968 | 1975 | 1982 | 1990 | 1999 | 2006 | 2007 | 2012 |
| ---- | ---- | ---- | ---- | ---- | ---- | ---- | ---- | ---- |
| 357  | 317  | 308  | 339  | 393  | 438  | 470  | 474  | 505  |

| 2017 | 2022 | - | - | - | - | - | - | - |
| ---- | ---- | - | - | - | - | - | - | - |
| 474  | 475  | - | - | - | - | - | - | - |

La population de la commune varie entre 300 et 500 habitants depuis le début du XXe siècle jusqu'à aujourd'hui. La commune a connu une baisse successive depuis 1906 jusqu'à 1975; la commune perd plus de 100 habitants en 70 ans mais connait depuis un essor démographique important puis qu'aujourd'hui la commune avoisine les 500 habitants, record absolu dans l'histoire de la commune depuis 1900. En 30 ans la commune a gagné plus de 170 habitants. Cet essor est dû à la proximité de Bordeaux et de Libourne grâce à la voie rapide à moins de 10 km du village.
En ce début d'année 2010, la commune compte 486 habitants (recensement non officiel).

## Lieux et monuments

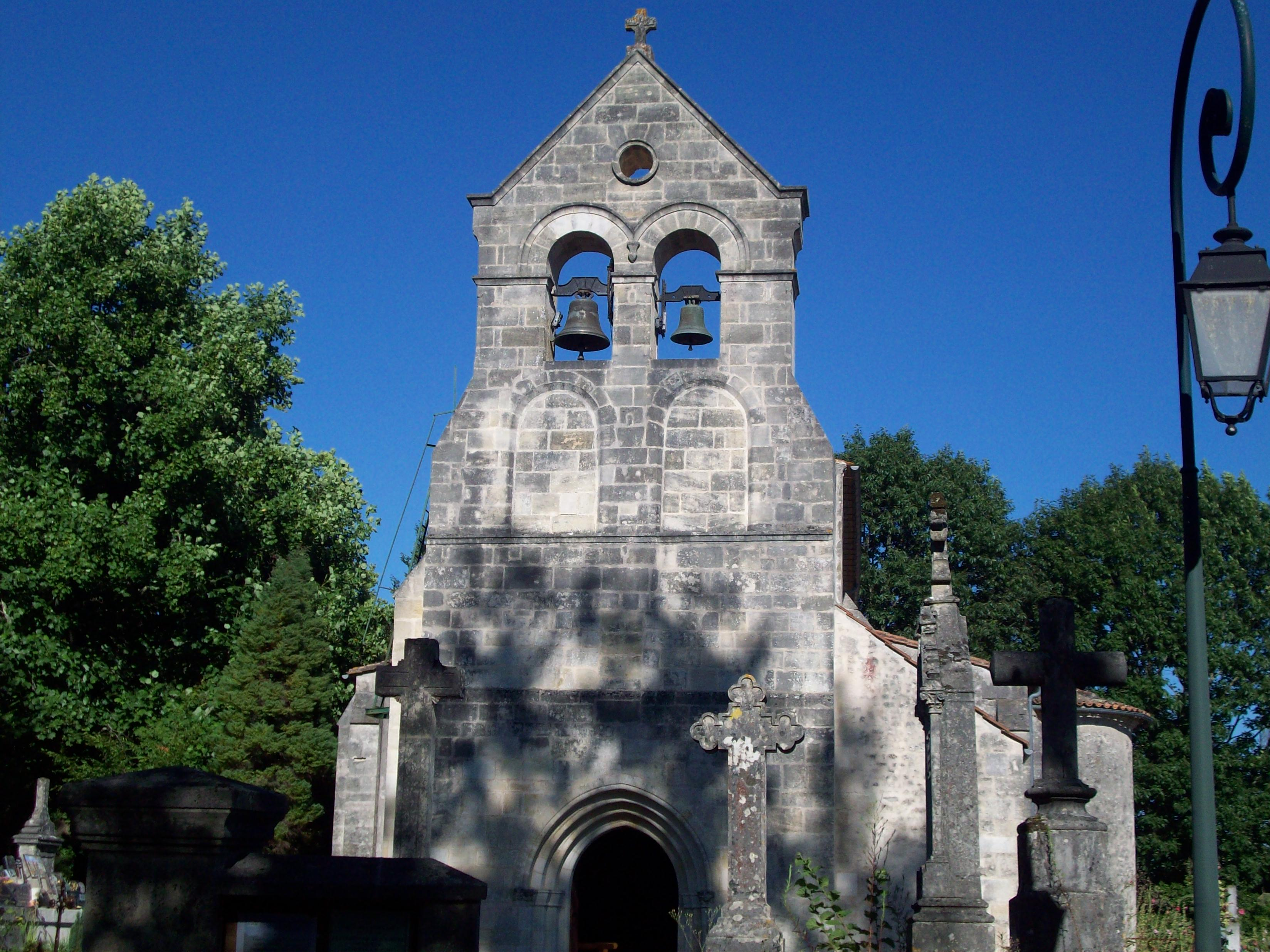
Église Saint Pierre - Saint Paul

- La Motte Lambreville avec ses restes de ce qui semble être une barbacane.
- La commanderie de LaTaste. Très belle bâtisse avec un plan en U et des tours aux angles.
- Le château de Taillefer récemment restauré et inscrit à l'inventaire supplémentaire des monuments historiques avec une tour datant des XIVe-XVe siècles.
- Le moulin de Charlot. À cheval sur les communes de Tizac et de Marcenais. Ancien moulin transformé en bar-crêperie à l'arrivée du train touristique à vapeur Guitres-Marcenais. Un cadre magnifique, ouvert à la belle saison et sur réservation.
- L'église romane Saint-Pierre-Saint-Paul datant du XIIe siècle : elle possède deux cloches l'une datant du XVIe siècle et l'autre du XVIIIe siècle. Elle possède une nef de style ogival et bas-côtés gothiques et un chœur roman. C'est une très belle église de village bien entretenue. Son chemin de croix est directement sculpté dans la pierre, ce qui fait toute la particularité et le charme de cette église.
- Des chemins de randonnées traversent les bois et les prairies de la commune.

## Vie locale

### Vie associative
- Depuis juin 2003 une association anime régulièrement le village "Tizac Initiatives".